# Mellanöppen bakre orundad vokal
Mellanöppen bakre orundad vokal är ett språkljud som i internationella fonetiska alfabetet skrivs med tecknet [ʌ]. 